# Uroctea thaleri
Espèce
Uroctea thaleri est une espèce d'araignées aranéomorphes de la famille des Oecobiidae.

## Distribution
Cette espèce se rencontre au Yémen, en Israël, en Turquie, en Irak, en Iran et en Inde.

## Description
Le mâle holotype mesure 10,2 mm et la femelle paratype 14,8 mm.

## Systématique et taxinomie
Cette espèce a été décrite par Rheims, Santos et van Harten en 2007.

## Étymologie
Cette espèce est nommée en l'honneur de Konrad Thaler.

## Publication originale
- Rheims, Santos & van Harten, 2007 : « The spider genus Uroctea Dufour, 1820 (Araneae: Oecobiidae) in Yemen. » Zootaxa, no 1406, p. 61-68.